# Huntertown
Huntertown est une municipalité américaine située dans le comté d'Allen en Indiana.
Lors du recensement de 2010, sa population est de 4 810 habitants. La municipalité s'étend alors sur une superficie de 3,81 milles carrés (9,87 km2).
La localité est habitée dès 1837, sous le nom de The Opening. Située sur la route entre Howe et Fort Wayne, Huntertown est fondée en 1869. Elle est nommée d'après son fondateur William T. Hunter.